# Lijst van nummer 1-albums in de Nederlandse Album Top 100 in 1996
Onderstaande albums stonden in 1996 op nummer 1 in de Mega Album Top 100, de voorloper van de huidige Nederlandse Album Top 100. De lijst werd wekelijks samengesteld door de Stichting Mega Top 50.
| Nummer | Datum        | Artiest                            | Titel                                 |
| ------ | ------------ | ---------------------------------- | ------------------------------------- |
| 360    | 6 januari    | André Rieu                         | Wiener melange                        |
|        | 13 januari   | André Rieu                         | Wiener melange                        |
|        | 20 januari   | André Rieu                         | Wiener melange                        |
| 363    | 27 januari   | Enya                               | The memory of trees                   |
|        | 3 februari   | Enya                               | The memory of trees                   |
| 364    | 10 februari  | Helmut Lotti                       | Helmut Lotti goes classic             |
|        | 17 februari  | Helmut Lotti                       | Helmut Lotti goes classic             |
|        | 24 februari  | Helmut Lotti                       | Helmut Lotti goes classic             |
|        | 2 maart      | Helmut Lotti                       | Helmut Lotti goes classic             |
| 357    | 9 maart      | Marco Borsato                      | Als geen ander                        |
|        | 16 maart     | Marco Borsato                      | Als geen ander                        |
|        | 23 maart     | Marco Borsato                      | Als geen ander                        |
| 365    | 30 maart     | Céline Dion                        | Falling into you                      |
|        | 6 april      | Céline Dion                        | Falling into you                      |
| 366    | 13 april     | Take That                          | Greatest hits                         |
|        | 20 april     | Take That                          | Greatest hits                         |
| 365    | 27 april     | Céline Dion                        | Falling into you                      |
|        | 4 mei        | Take That                          | Greatest hits                         |
| 365    | 11 mei       | Céline Dion                        | Falling into you                      |
| 367    | 18 mei       | Guus Meeuwis & Vagant              | Verbazing                             |
| 368    | 25 mei       | Paul de Leeuw                      | Encore                                |
| 369    | 1 juni       | George Michael                     | Older                                 |
| 357    | 8 juni       | Marco Borsato                      | Als geen ander                        |
| 370    | 15 juni      | Alanis Morissette                  | Jagged little pill                    |
| 371    | 22 juni      | Metallica                          | Load                                  |
|        | 29 juni      | Metallica                          | Load                                  |
| 370    | 6 juli       | Alanis Morissette                  | Jagged little pill                    |
| 372    | 13 juli      | Andrea Bocelli                     | Bocelli                               |
|        | 20 juli      | Andrea Bocelli                     | Bocelli                               |
| 373    | 27 juli      | Bette Midler                       | Experience the divine - Greatest hits |
|        | 3 augustus   | Bette Midler                       | Experience the divine - Greatest hits |
| 374    | 10 augustus  | Fugees                             | The score                             |
|        | 17 augustus  | Fugees                             | The score                             |
| 370    | 24 augustus  | Alanis Morissette                  | Jagged little pill                    |
| 375    | 31 augustus  | Frans Bauer                        | Voor jou                              |
|        | 7 september  | Frans Bauer                        | Voor jou                              |
| 376    | 14 september | René Froger                        | Illegal romeo part 1                  |
| 375    | 21 september | Frans Bauer                        | Voor jou                              |
| 377    | 28 september | R.E.M.                             | New adventures in hi-fi               |
| 372    | 5 oktober    | Andrea Bocelli                     | Bocelli                               |
| 365    | 12 oktober   | Céline Dion                        | Falling into you                      |
|        | 19 oktober   | Céline Dion                        | Falling into you                      |
|        | 26 oktober   | Céline Dion                        | Falling into you                      |
|        | 2 november   | Céline Dion                        | Falling into you                      |
|        | 9 november   | Céline Dion                        | Falling into you                      |
|        | 16 november  | Céline Dion                        | Falling into you                      |
| 378    | 23 november  | Toni Braxton                       | Secrets                               |
|        | 30 november  | Toni Braxton                       | Secrets                               |
|        | 7 december   | Toni Braxton                       | Secrets                               |
|        | 14 december  | Toni Braxton                       | Secrets                               |
| 365    | 21 december  | Céline Dion                        | Falling into you                      |
|        | 28 december  | geen Mega Album Top 100 verschenen | geen Mega Album Top 100 verschenen    |